# 坂上孝幸
坂上 孝幸（さかうえ たかゆき、1931年 - ）は、日本の工学者。北海学園大学名誉教授。専門は土木工学、土質工学（地盤工学）。北海道滝川市出身。

## 略歴

### 学歴
- 1949年　北海道滝川高等学校卒業
- 1953年　北海道大学工学部土木工学科卒業

### 職歴
- 1953年　住友石炭鉱業入社（奔別鉱業所勤務）
- 1964年　北海短期大学土木科助教授
- 1968年　北海学園大学工学部助教授
- 1973年　北海学園大学工学部教授
- 1977年　北海学園大学工学部長
- 1988年　北海学園大学就職部長
- 1992年　北海学園大学大学学長（～1996年）
- 1999年　北海学園大学定年退職、北海学園大学名誉教授。現在は地盤工学会名誉会員を務める

## 人物
- 学者というだけでなく、技術者畑だったという事もあり測量士や一級建築士の有資格者でもある。

## 主な論文
- 『札幌市周辺の火山灰地帯における開発と防災』（開発論集、1982年）
- 『北海道における住友石炭鉱業の技術と管理システムの展開（上・中・下）』（共著、開発論集、1988年-1989年）

など

## 主な受賞学術賞
- 土質工学会功労章
- 地盤工学会北海道支部功労章
- 瑞宝中綬章（2012年）[1]